# Duarte Cove
Die Duarte Cove (englisch; spanisch Ensenada Duarte; in Argentinien Ensenada Escondida) ist eine Nebenbucht der Hughes Bay an der Danco-Küste des Grahamlands auf der Antarktischen Halbinsel. Sie liegt nördlich der Reljowo-Halbinsel. Ihr vorgelagert ist die Apéndice-Insel.
Wissenschaftler der 3. Chilenische Antarktisexpedition (1948–1949) benannten sie nach José Duarte V., Kapitän des Schiffs Lautaro bei dieser und der sich anschließenden Forschungsreise (1949–1950). Die argentinische Benennung ist deskriptiv (spanisch escondida ‚versteckt‘).